# チャチャワールドいしこし

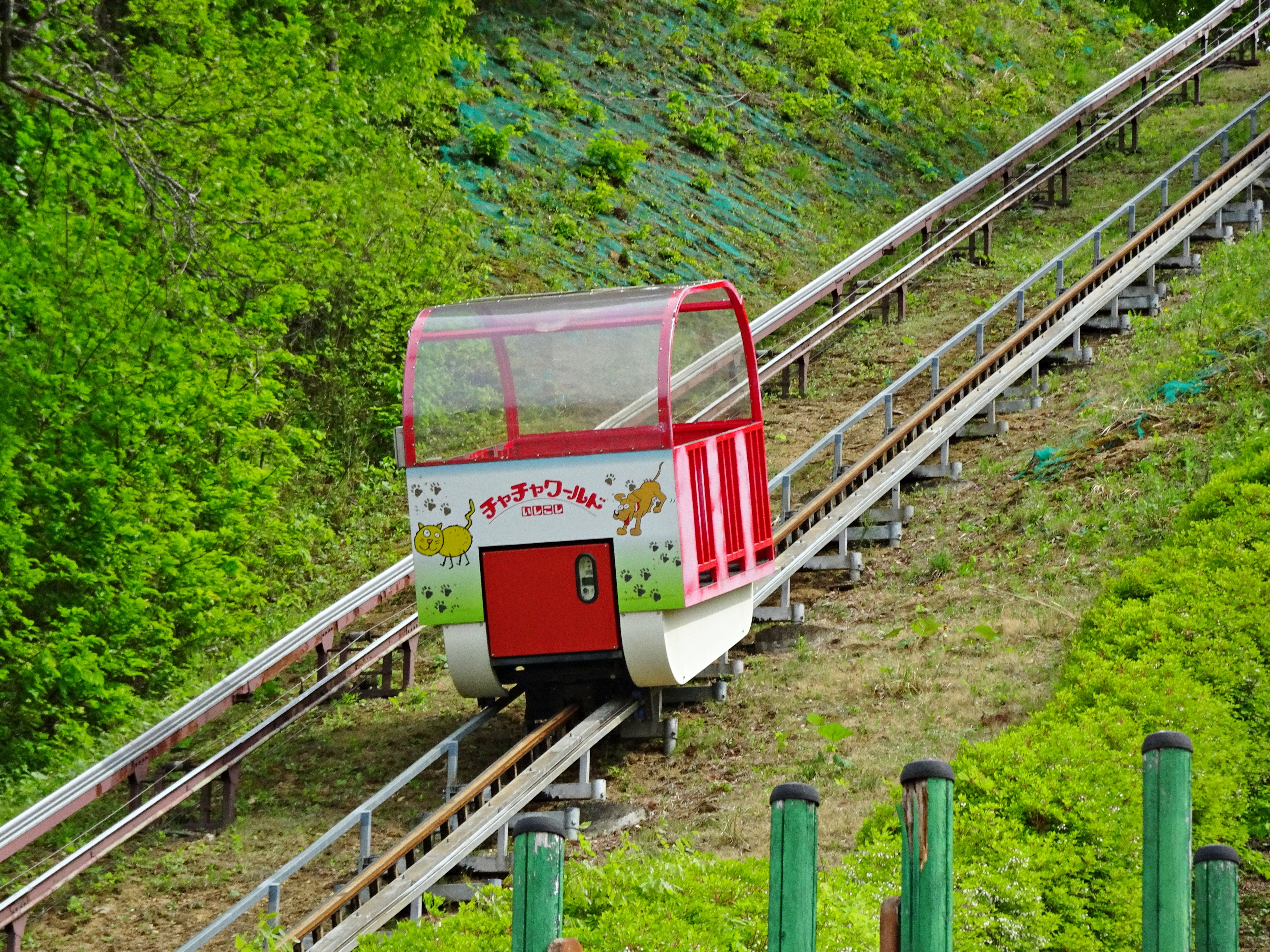
同遊園地のラックカー（登山電車）

チャチャワールドいしこしは、宮城県登米市にある遊園地。1995年、旧石越町が町おこしのために整備した施設で、同年4月29日に開園した。

## 沿革
元々、チャチャワールドいしこしの場所は里山だった。隣接する地域に高森公園と呼ばれる「町民の森」があったが、特段の整備もされず営業車の休憩場所程度の公園であった。この殺風景な高森公園に近隣の住民が数十本のあじさいを植えたところ、土地に適応してよく育った。これに眼をつけた石越町は、高森公園をあじさいの名所にしようと順次整備を行い、野外活動施設（キャンプ場等）も併設して公園の基礎を作った。
竹下内閣の際、「ふるさと創生事業」が提唱され、石越町でも1億円を手にしたが、石越町では1億円の使い道を町民アンケートで調査した。その際、「高森公園整備」という意見が多く出され、これをきっかけに後のチャチャワールド構想が始まった。もちろん、この時に「高森公園整備」を期待した多くの町民は現在のチャチャワールドのような「遊園地」を夢見たわけではなく、あくまでも「町民が憩える」森としての整備を期待したものであろうが、折しもバブル景気の時期とも重なり、町ではふるさと創生事業とは切り離し「一大観光スポット」として整備計画を立てることとなる。
石越町は第一次産業主体の町で、特に観光名所も無く同じ登米郡内の人々からも「石越は何郡？」と揶揄されるほど存在感が無かった。そんな中リゾートブームに乗り観光地を作り上げることは、観光収入や地域売名の意味では大きな意味を持っていた。チャチャワールドの整備計画では事業費約20億円を投じているが、この額は町の年度予算に近い額であることからも、旧石越町がチャチャワールドいしこしに期待したものは大きかった。
市パークゴルフ場を建設するため2017年10月から休園していたが、2019年4月にリニューアルオープンした。
- 1991年（平成3年）、基本計画作成によりチャチャワールド建設は本格的に動き出す。高森公園の隣接地に約20ヘクタールの土地を新たに確保して開発が始まり、足掛け4年を費やし、
- 1995年（平成7年）4月29日のオープンにこぎつけた。この間に実際の運営主体になる「株式会社いしこし」を創設させ管理業務の一切を受託させて営業を開始した。
- 2011年 (平成23年) - 東日本大震災からの復興祈願のため、平成23年度中の保育園、幼稚園、小学校単位での遠足時の入場料を無料に (当時は小学生の入場料が110円とられていた。)[7]。
- 2015年（平成27年）7月25日 - 20周年記念で入場料を無料にする[8]。
- 2016年（平成28年）10月 - 三又ノ番組内にてお笑い芸人・三又又三がPR大使に就任。
- 2019年 (平成31年) 4月3日 - リニューアルオープン[3][5][9]。一部の遊具や遊び場が撤去された代わりにAR技術を用いて恐竜と戦うジュラシックシューティングなど11種が新設され、計16種となった[1][4]。
- 2019年 6月1日 - 高森パークゴルフ場オープン[10]。

## 概要
開園にあたり石越町が整備していたアトラクションはファンシーボート・ファンシーサイクル・登山電車・マッハコースター・レーシングサーキットとどんぐり山の冒険砦だけであった。開園準備に当たっていた運営主体の株式会社いしこしでは開園に先立ち遊具が少ないことに不安を感じ、開園の1ヶ月前に石越町と協議のうえ、ちびっこサーキットとゲームハウスを整備してもらい、また遊具業者との契約の上でフワフワランドを設置して本営業に備えた。しかしながら本営業を開始してみると、やはり遊具不足は顕著に見られ運営主体の株式会社いしこしでは遊具拡張整備にかかる事になる。まず既存アトラクションのうち絶対数が不足していたゴーカートとボートの台数を増やし平成7年夏までにこれらアトラクションの収容能力を高めた。ついで同秋には栃木県の丸山工芸社と提携してスリラーハウスを設置、また園内遊覧用のチューチュートレインを真砂工業から購入、平成9年春に導入した。丸山工芸社との関係は更に続き、以後スカイサイクル・メルヘンボックス（北信テック）・メリーゴーランドを提携により設置していくところとなり、一応の遊園地としての体をなした。近年みんなのパターゴルフが開設され、現在12のアトラクションを有する施設となった。なおこのみんなのパターゴルフは石越町が整備したもので、チャチャワールドいしこし内には行政財産として6アトラクション、法人財産として6アトラクションが存在することとなる。

### 施設
- あじさい園…70種3万株のあじさいが植栽されている[11]。6月下旬～7月上旬[12]。

詳細は公式HPのアトラクションガイド (外部リンク)を参照。

### 料金
入園料:無料。
アトラクションを利用する際には別途乗り物券か遊具パスポートが必要。乗り物券は1枚100円、11枚綴り券が1000円。遊具パスポートは幼児パス（4歳から小学校入学前まで）1500円、小人パス（小学生）2200円、大人パス（中学生以上）2500円で、当日限り有効。遊具によって利用条件が違う。

### 営業時間
- 4月～9月:9:30～17:00
- 10月～3月:9:30～16:00

休業日
- 火曜日。火曜日が祝日の場合は翌日。
- ただし夏休み期間中は無休。
- また、12月24日～3月第一日曜日の前日までは冬季休園。[3][13][14][15][註 1]

## 名前の由来
チャチャの響きを聞いて多くの人が「おもちゃのチャチャチャ」を連想するが、童謡をもじって命名したわけではない。「チャ」はチャイルドに由来し、「子ども」を示すチャイルドと大人も童心に帰る「童心」を示すチャイルドを掛け合わせ、「子どもとともに大人も童心に帰る世界」という意味から命名された。この名称は公募によって選ばれた名前である。なお入園口には英字でChaChaWORLDと表記されているが、これは「チャチャ」の部分をあえてローマ字表記したものである。英語表記にすると「ChiChiWORLD（ちちわーるど）」になってしまうからである。また北海道生田原にも「ちゃちゃわーるど」という施設が後年出来たが施設名称公表の後、メディア等の指摘により既に「チャチャワールドいしこし」が存在していることが明らかになる。建設に当たった生田原町から石越町に問い合わせがあったが、石越町では地理的に離れていることや「ちゃちゃワールド」が博物館的要素が強いと思われる施設であったことから、そのまま使用することを承諾した（混同を避けるためひらがな表記にするようにだけお願いしたらしい。）。
また一般にはチャチャワールドいしこしという名称が知られているが、正式名称はあくまでも「高森公園」である。これは前述したようにもともとあった高森公園を拡大改修したことに由来しており、行政の持つ条例などでは高森公園として扱われている。

## 幻の2期計画
チャチャワールドいしこしの園内構成を見ると桜の丘スペースが広く空いている。実はこの区画にはレストランと売店を兼ねた建物が建設される計画だった。またどんぐり山広場はグラスバギー場として計画されていた。いずれも当初計画にあったものだが、計画途中で町財政上の理由から二期計画（コテージ整備事業）として整備を先送りした。しかしこの二期計画はそれ以上なんら具体化されることなくまったくの白紙撤回となった。レストラン棟計画の名残を見ることは出来ないがグラスバギーとコテージについては園内ボート乗り場脇の案内看板に名称が残っている。コテージ整備に関してはレーシングサーキット上段の空き地に予定されていたものであり、現在でも配電設備が埋設されたままである。なおコテージ整備事業とは別にツリーハウスを後年設置したが、このツリーハウスの本来の目的は「野鳥の観察設備」名目で国の補助事業を利用して整備したものだ。設置後数年間はコテージ代わりとして運用していたが、平成16年の「みんなのパターゴルフ」整備により閉鎖されたキャンプ場とともに現在は使用していない。
レストランと売店は、その計画が先送りされたことから別にこれを用意しなければならなくなった。レストランについては管理棟に設けられるはずだったファストフードスペースを代用し、売店についても同じく展示休憩スペースとして設計された施設を流用して営業を開始した。現在でもそのまま利用しているものであり、レストランとしては手狭な施設であることや売店に適さない形状の建物で営業をしているのはこのためである。

## データ
所在地宮城県登米市石越町南郷字高森100
面積24ヘクタール

### 註
1. ↑  一部資料では3月第1日曜までとするものもある[3]。

### 公式サイト
1. 1 2  “料金表｜チャチャワールドいしこし”. 2019年7月15日閲覧。

### 二次資料
1. 1 2 3 4  “ARで恐竜と戦え「ゆるーり　ゆったり遊園地」　登米・チャチャワールド再開園｜河北新報オンラインニュース”. 2019年7月15日閲覧。
2. ↑  “宮城まるごと探訪”.   公益社団法人 宮城県観光連盟. 2019年7月15日閲覧。
3. 1 2 3 4 5 6  “仙台・宮城観光キャンペーン推進協議会公式サイト”. 2019年7月15日閲覧。
4. 1 2  “宮城県登米市の遊園地「チャチャワールドいしこし」が改装オープン！ARで恐竜胎児を含む11遊具を新設ARGO”. 2019年7月15日閲覧。
5. 1 2 3  “チャチャワールドいしこしのリニューアルを調べてください｜解決！リョウ様｜OH!バンデス｜MMT ミヤギテレビ”.   ミヤギテレビ. 2019年7月15日閲覧。
6. ↑  “株式会社いしこしの新卒採用・企業情報｜リクナビ2020”. 2019年7月15日閲覧。
7. ↑  “広報とめ5月1日号（145号）P28／スマイルライフ、チャチャワールドいしこし、米子クッキング” (2011年4月27日). 2019年7月15日閲覧。
8. ↑  “チャチャワールドいしこし開園２０周年記念イベント｜lp土本お出かけ情報「いこーよ」”. 2019年7月15日閲覧。
9. ↑  “登米市／「チャチャワールドいしこし」リニューアルオープン”. 2019年7月15日閲覧。
10. ↑  “登米市／高森パークゴルフ場情報”. 2019年7月15日閲覧。
11. ↑  “登米市／平成31年度お花見情報～夏 (花菖蒲・あじさい・はす)～”. 2019年7月15日閲覧。
12. ↑  “「とめ日和」-宮城県登米市観光物産協会オフィシャルウェブサイト”. 2019年7月15日閲覧。
13. 1 2  “チャチャワールドいしこし｜一般社団法人登米市観光物産協会 (公式ホームページ)”. 2019年7月15日閲覧。
14. ↑  “チャチャワールドいしこし(宮城県)の情報｜ウォーカープラス”. 2019年7月15日閲覧。
15. ↑  “広報とめ5月1日号（27号） P28／ふるさと訪ねある記、チャチャワールドいしこし” (PDF) (2019年4月12日). 2019年7月15日閲覧。